# Stuart MacBride
Stuart MacBride is een Schotse schrijver, vooral bekend voor zijn misdaad thrillers die zich afspelen in "Granite City", Aberdeen, met in de hoofdrol politie-inspecteur Logan McRae.

## Biografie
Stuart MacBride is geboren op 27 februari 1969 in Dumbarton, Schotland, en groeide op in Aberdeen. Hij studeerde architectuur aan de Heriot-Watt universiteit, waarna hij vervolgens verscheidene beroepen uitoefende, waaronder grafisch ontwerper, web design en computer programmeur.
MacBride sloot een eerste overeenkomst met een uitgever op basis van het boek Halfhead. Al was zijn uitgever meer geïnteresseerd in Steenkoud, met in de hoofdrol politie-inspecteur Logan McRae. Hij tekende voor een overeenkomst van drie boeken over Logan McRae, welke later uitgebreid werd naar zes boeken. In 2009 tekende hij voor een volgende overeenkomst voor twee extra Logan-boeken en daarnaast twee losstaande verhalen. In een interview liet MacBride weten dat hij R.D. Wingfield ziet als zijn literaire voorbeeld. MacBride's boeken, voornamelijk de verhalen over Logan McRae, behoren tot de Tartan Noir, waardoor hij samen met de auteurs Ian Rankin en Val McDermid behoort tot de groten van dit genre.
Hij woont momenteel in het noordoosten van Schotland en is getrouwd.

### Logan McRae verhalen
- 2005 - Steenkoud (Cold Granite)
- 2006 - Dood Kalm (Dying Light)
- 2007 - Vers Bloed (Broken Skin)
- 2008 - Slachthuis (Flesh House)
- 2009 - Verblind (Blind Eye)
- 2010 - Eindspel (Dark Blood)
- 2011 - Verbrijzeld (Shatter the Bones)
- 2012 - Partners in Crime
- 2013 - Witheet (Close to the Bone)
- 2014 - The 45% Hangover
- 2015 - 22 Dead Little Bodies
- 2015 - De Vermisten En De Doden (The Missing and the Dead)
- 2016 - In the Cold Dark Ground
- 2017 - Now We Are Dead
- 2018 - The Blood Road
- 2019 - All That's Dead

### Oldcastle verhalen
- 2012 - Dertien (Birthdays for the Dead)
- 2014 - De Poppenspeler (A Song for the Dying)
- 2017 - A Dark so Deadly

### Andere werken
- 2008 - Sawbones
- 2009 - Halfhead
- 2011 - Twelve Days of Winter